# 自由港
自由港（じゆうこう、英: free port; free trade zone; free zone）は、港湾の全域あるいは一部を関税制度上は外国とみなし、輸入貨物に関税を課さず、外国貨物および船舶の国外との自由な出入りを認める制度。保税制度を拡張したものであり、国全体としては関税による保護政策を維持しつつ、中継貿易や加工貿易の促進を図る目的で行なわれる。関税を免除された外国貨物は区域内での積み込み、陸揚げ、保管、消費、（現地製品も含めた）混合、改装、再包装、仕分け（仕訳、荷分け）、組立、加工、製造などが認められ、これにより海運、倉庫、保険といった商港産業の発展が促される。

## 種別
自由港は以下の三種に大別される。
- 自由港市 (free port city[3]) - いわゆる本来の自由港にあたる[2]。港湾都市全体が関税区域外とみなされ[2]、個人の居住が許される[2][4]。しかし市内・市外間の利害対立が激化しやすく[1][2]、脱税や[2]密貿易の取り締まりも難しいため[1][2][3]現存せず[3]、香港とシンガポールがそれに近い形で残るのみである[2][3]。
- 自由港区 (free port quarter[1]) - 自由港市より範囲を狭め[2]、開放地域の全部あるいは一部のみを関税区域外とし[2]、そこでの貨物の輸出入、保管、加工などが認められる[2]。区域内の居住は認められない[2]。現在の代表例としてハンブルク[2]、コペンハーゲン[3]、ロッテルダム[3]、グダニスク[3]が挙げられる。
- 自由地区 (free district[1]) - 自由港区よりさらに制限を加え[2]、港湾内の自由地域 (free port zone) で[3]貨物の搬入と再輸出[2][3]、および倉庫保管のみが認められる[2]。加工は認められない[2]。もっぱら港湾設備の利用率向上と[3]中継貿易の発展に目的をおいたものである[2][3]。現在の代表例としてニューヨーク[3]、ニューオーリンズ[3]、サンフランシスコ[3]が挙げられる。

## 歴史
自由港は古代カルタゴやローマ帝国でも見られたが、近世のものは中世イタリアの自由都市に由来があり、16-17世紀イタリアのリボルノ、ベネチア、ナポリ、ジェノバといった主要港を原型とする。これらの自由港市は外国人の居住も認めていた。のち中欧・北欧が発展するにつれ、ハンブルク、ブレーメン、ダンチヒ（グダニスク）などにも自由港市は広がったが、自由港市は19世紀には多くが廃止され、現在では自由港区または自由地区として運用されるか、より弾力性のある保税制度を利用する場合が多い。日本に自由港は無い。